# NGC 503
NGC 503 je galaksija u zviježđu Ribe.

## Vanjske poveznice
- SEDS: NGC 0503